# ربودن آقای هاینکن
ربودن آقای هاینکن (به انگلیسی: Kidnapping Mr. Heineken) یا ربودن فردی هاینکن (به انگلیسی: Kidnapping Freddy Heineken) یک فیلم سینمایی  بریتانیایی-هلندی در ژانر جنایی محصول ۲۰۱۵ میلادی است. فیلم بر اساس واقعهٔ ربودن فردی هاینکن در ۱۹۸۳ میلادی ساخته شده‌است. فیلم را دنیل آلفردسون کارگردانی کرده و هنرپیشگانی مانند آنتونی هاپکینز، سم ورثینگتون و جیم استرجس در آن به ایفای نقش پرداخته‌اند.

## داستان
چند دوست صمیمی که با مشکل مالی رودررو بوده و بانک هم حاضر به پرداخت وام به آنها نیست، در اندیشهٔ ربودن فردی هاینکن (با بازی آنتونی هاپکینز) میلیارد معروف برمی‌آیند. برای تأمین مخارج این آدم‌ربایی ابتدا دست به سرقت از یک بانک می‌زنند. سپس در انباری یکی از دوستان اتاق‌هایی ضدصدا را تعبیه می‌کنند و هاینکن و راننده‌اش را می‌ربایند. چند هفته از آدم‌ربایی می‌گذرد ولی از پرداخت پول خبری نمی‌شود. سرانجام با پرداخت پول موافقت می‌شود. آدم‌ربایان با نقشه‌ای پیچیده پول‌ها را تحویل می‌گیرند؛ ولی متوجه می‌شوند که پلیس رد آنها را گرفته‌است. به زودی بین آنها اختلاف می‌افتد و هر یک سهم خود را گرفته و به جایی می‌رود؛ ولی به زودی همگی دستگیر شده و به زندان می‌افتند.